# Чемпионат Санта-Катарины по футболу
Чемпионат Санта-Катарины по футболу (порт.-браз. Campeonato Catarinense de Futebol) — чемпионат штата Санта-Катарина по футболу, в котором принимают участие все сильнейшие клубы штата. Согласно рейтингу КБФ, на 2025 год чемпионат Санта-Катарины занимает 8-е место по силе в Бразилии.

## История
Чемпионат Санта-Катарины по футболу проводится под эгидой Федерации футбола Катариненсе (порт.-браз. Federação Catarinense de Futebol), основанной 12 апреля 1924 года.
Первый чемпионат штата прошёл в 1924 году. В 1933 году турнир не был завершён, в 1946 году не проводился. С 1924 по 1985 год назывался просто чемпионат Санта-Катарины (Campeonato Catarinense). В 1986—2003 годах турнир назывался Первый дивизион чемпионата Санта-Катарины (Campeonato Catarinense Primeira Divisão; в 1986 году был также образован Второй дивизион). В 2004—2005 годах чемпион штата выявлялся в Серии A1. С 2006 года высший дивизион стал называться Главным дивизионом (Divisão Principal). Второй дивизион называется Особым (или Специальным) дивизионом (Divisão Especial). В 2004 году был образован третий по уровню дивизион. Он носит название Переходного дивизиона, или Дивизиона допуска (Divisão de Acesso).
Исторически в штате доминируют пять клубов — «Аваи» и «Фигейренсе» из Флорианополиса, а также три команды, в одиночку представляющих города — «Жоинвиль», «Крисиума» и «Шапекоэнсе» (Шапеко).
Формат чемпионата смешанный — победители двух фаз встречаются за чемпионский титул. Каждая фаза состоит из группового турнира, затем следует плей-офф. В настоящий момент в турнире Первого дивизиона принимает участие 10 клубов.

## Чемпионы
- 1924 — Аваи
- 1925 — Эштернато
- 1926 — Аваи
- 1927 — Аваи
- 1928 — Аваи
- 1929 — Кашиас
- 1930 — Аваи
- 1931 — Лауро Мюллер
- 1932 — Фигейренсе
- 1934 — Атлетико Катариненсе
- 1935 — Фигейренсе
- 1936 — Фигейренсе
- 1937 — Фигейренсе
- 1938 — ФК СИП
- 1939 — Фигейренсе
- 1940 — Ипиранга
- 1941 — Фигейренсе
- 1942 — Аваи
- 1943 — Аваи
- 1944 — Аваи
- 1945 — Аваи
- 1947 — Америка (Жоинвиль)
- 1948 — Америка
- 1949 — Олимпико
- 1950 — Карлос Ренаукс
- 1951 — Америка
- 1952 — Америка
- 1953 — Карлос Ренаукс
- 1954 — Кашиас
- 1955 — Кашиас
- 1956 — Операрио
- 1957 — Эрсилио Лус
- 1958 — Эрсилио Лус
- 1959 — Паула Рамос
- 1960 — Метропол
- 1961 — Метропол
- 1962 — Метропол
- 1963 — Марсилио Диас
- 1964 — Олимпико
- 1965 — Интернасьонал (Лажис)
- 1966 — Пердиган
- 1967 — Метропол
- 1968 — Комершиарио
- 1969 — Метропол
- 1970 — Ферровиарио
- 1971 — Америка
- 1972 — Фигейренсе
- 1973 — Аваи
- 1974 — Фигейренсе
- 1975 — Аваи
- 1976 — Жоинвиль
- 1977 — Шапекоэнсе
- 1978 — Жоинвиль
- 1979 — Жоинвиль
- 1980 — Жоинвиль
- 1981 — Жоинвиль
- 1982 — Жоинвиль
- 1983 — Жоинвиль
- 1984 — Жоинвиль
- 1985 — Жоинвиль
- 1986 — Крисиума
- 1987 — Жоинвиль
- 1988 — Аваи
- 1989 — Крисиума
- 1990 — Крисиума
- 1991 — Крисиума
- 1992 — Бруски
- 1993 — Крисиума
- 1994 — Фигейренсе
- 1995 — Крисиума
- 1996 — Шапекоэнсе
- 1997 — Аваи
- 1998 — Крисиума
- 1999 — Фигейренсе
- 2000 — Жоинвиль
- 2001 — Жоинвиль
- 2002 — Фигейренсе
- 2003 — Фигейренсе
- 2004 — Фигейренсе
- 2005 — Крисиума
- 2006 — Фигейренсе
- 2007 — Шапекоэнсе
- 2008 — Фигейренсе
- 2009 — Аваи
- 2010 — Аваи
- 2011 — Шапекоэнсе
- 2012 — Аваи
- 2013 — Крисиума
- 2014 — Фигейренсе
- 2015 — Фигейренсе
- 2016 — Шапекоэнсе
- 2017 — Шапекоэнсе
- 2018 — Фигейренсе
- 2019 — Аваи
- 2020 — Шапекоэнсе
- 2021 — Аваи
- 2022 — Бруски
- 2023 — Крисиума
- 2024 — Крисиума

## Достижения клубов
Курсивом выделены ныне не функционирующие футбольные клубы
| Клуб                 | Город                | Титулов (последний) |
| -------------------- | -------------------- | ------------------- |
| Аваи                 | Флорианополис        | 19 (2025)           |
| Фигейренсе           | Флорианополис        | 18 (2018)           |
| Жоинвиль             | Жоинвиль             | 12 (2001)           |
| Крисиума             | Крисиума             | 12 (2024)           |
| Шапекоэнсе           | Шапеко               | 7 (2020)            |
| Америка              | Жоинвиль             | 5 (1971)            |
| Метропол             | Крисиума             | 5 (1969)            |
| Кашиас               | Жоинвиль             | 3 (1955)            |
| Карлос Ренаукс       | Бруски               | 2 (1953)            |
| Олимпико             | Блуменау             | 2 (1964)            |
| Бруски               | Бруски               | 2 (2022)            |
| Эрсилио Лус          | Тубаран              | 2 (1958)            |
| Марсилио Диас        | Итажаи               | 1 (1963)            |
| Интернасьонал        | Лажис                | 1 (1965)            |
| Ферровиарио          | Тубаран              | 1 (1970)            |
| Паула Рамос          | Флорианополис        | 1 (1959)            |
| Эштернато            | Флорианополис        | 1 (1925)            |
| Лауро Мюллер         | Итажаи               | 1 (1931)            |
| Атлетико Катариненсе | Флорианополис        | 1 (1934)            |
| СИП                  | Итажаи               | 1 (1938)            |
| Ипиранга             | Сан-Франсиску-ду-Сул | 1 (1940)            |
| Операрио             | Жоинвиль             | 1 (1956)            |
| Пердиган             | Видейра              | 1 (1966)            |